# Belani, Covasna
Belani (maghiară Bélafalva) este un sat în comuna Poian din județul Covasna, Transilvania, România. Se află în partea de nord-est a județului, în Depresiunea Târgu Secuiesc.

## Monumente istorice
Biserica romano-catolică